# Zorni kot
Zórni kót je kot med očesom in dvema skrajnima točkama opazovanega telesa. 